# 黒菱山
黒菱山（くろひしやま）は、富山県下新川郡朝日町にある山。標高は1042m。
富山県登山連盟の富山の百山の一つ。

## 概要
笹川源流の山で、穏やかな山容をしている。山頂には二等三角点「水無」がある。
山頂ではなだらかな山容の初雪山や、後立山連峰、黒部川扇状地などが見える。

## 生態
山全体が雑木林に覆われる。

## 登山
登山道は無く、残雪期向きの山である。大平集落から水上谷を登って焼山に行き、尾根沿いに本山まで上がるのが一般的なルート。